# Portal Tomb von Ardcroney

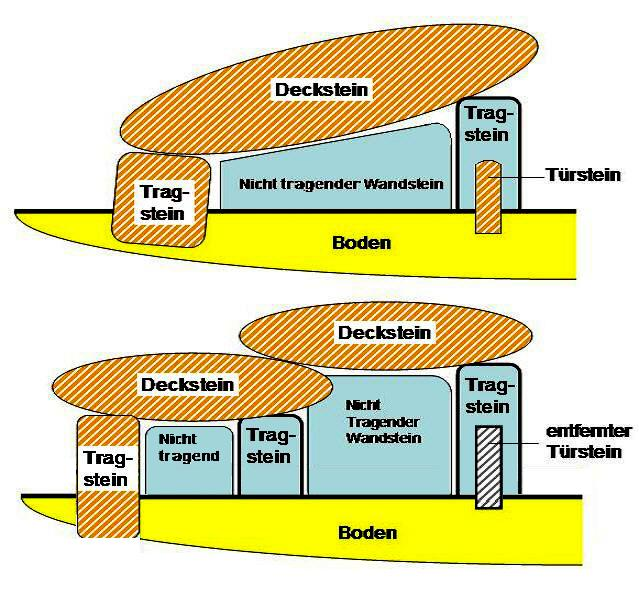
Schema Portal Tomb

Das Portal Tomb von Ardcroney (auf der OS-Karte als „Laghtacarn“ verzeichnet) liegt an einem sanften Hügel im Ackerland von Ardcrony, im County Tipperary in Irland. Als Portal Tombs werden auf den Britischen Inseln Megalithanlagen bezeichnet, bei denen zwei gleich hohe, aufrecht stehende Steine die Vorderseite der Kammer bilden und mit dem meist nur halbhohen Türstein den „Türrahmen“ in Form eines H bilden. Die meisten Anlagen dieses Typs befinden sich in der Osthälfte Irlands. Westlich der Linie Donegal–Cork sind nur etwa zwei Dutzend der etwa 185 bekannten Anlagen (drei im County Tipperary) vertreten.
Die West-Ost orientierte Kammer hat einen verlagerten Deckstein von 2,2 m Länge, 1,8 m Breite und 0,45 m Dicke. Er lehnt gegen das westliche Ende des Seitensteins. Im Osten steht ein 2,25 m hoher Portalstein und gegen ihn lehnt ein 1,7 m hoher Seitenstein. Eine 1,9 m messende, verschobene Platte, liegt vor den Außenseiten der Orthostaten.